# Tianchi
Tianchi (cinese 天池 ) è un lago della Cina nella provincia dello Xinjiang, sulle montagne della catena del Tien Shan. Il nome significa in cinese lago celestiale, in relazione alla sua bellezza.
Si trova alla base del versante nord del picco Bogda, circa 110 a est della città di Ürümqi.
Conosciuto in precedenza col nome di Yaochi (lago della giada), gli fu dato il nome attuale nel 1783 dal generale Mingliang, comandante del distretto militare di Ürümqi durante la dinastia Qing.
Il lago si trova ad una quota di 2000 metri s.l.m. ed ha un'area di 4,9 km2, con una profondità di 105 metri.

È lungo circa 3,5 km, con una larghezza media di 1,4 km.
Nel 2006 il governo cinese ha avviato un programma di ammodernamento del costo previsto di 100 milioni di USD, volto ad ampliare l'area turistica attorno al lago dagli attuali 158 km2 a 548 km2.